# Carlos Manuel Rodríguez Santiago
Carlos Manuel Rodríguez Santiago (Caguas, 22 novembre 1918 – Río Piedras, 13 luglio 1963) è stato un laico portoricano, proclamato beato da papa Giovanni Paolo II nel 2001.

## Biografia
Apparteneva a un'umile ma devota famiglia portoricana. La sua salute fu cagionevole sin dall'infanzia, per cui non riuscì a portare a termine gli studi universitari.
Appassionato di liturgia, si dedicò alla diffusione della cultura religiosa presso i suoi coetanei.
Ammalatosi di tumore, morì quarantacinquenne.

## Il culto
Fu beatificato da papa Giovanni Paolo II il 29 aprile 2001.
Il suo elogio si legge nel Martirologio romano al 13 luglio.